# Jake e os Piratas da Terra do Nunca
Jake e os Piratas da Terra do Nunca(br/pt) (Jake and the Never Land Pirates) é uma série de animação da Disney Junior baseado na franquia da Disney Peter Pan.
A série centra-se em um grupo de jovens piratas que consistem em Jake, Izzy, Cubby e seu papagaio Skully, que passam continuamente seus dias competindo contra o Capitão Gancho e Sr. Smee pelo tesouro. Eles são frequentemente acompanhados por vários personagens, incluindo o navio vivo de pirata, Bucky, e sua amiga sereia, Marina. A série foi exibida entre 31 de agosto de 2015 e 31 agosto de 2018, às segundas-feiras, dentro do Mundo Disney no SBT. Em novembro de 2020, Jake e os Piratas da Terra do Nunca retornou à exibição no Brasil, com a disponibilização do serviço de streaming Disney Plus.

## Sinopse
O espetáculo gira em torno de um grupo de três crianças; Jake, Izzy e Cubby (dois meninos e uma menina) que são piratas na Terra do Nunca (comparada Neverland de Peter Pan), à procura do tesouro. Suas principais obstáculos são o Capitão Gancho, Smee, e Tick Tock, o Crocodilo. Capitão Gancho geralmente vê Jake e sua tripulação a fazer algo divertido e roubá-lo a partir deles, e Jake e sua tripulação tem que recuperá-lo. Depois de ter sucesso, Jake e sua equipe contam seus dobrões de ouro (que recebem depois de resolver quebra-cabeças, ou "problemas piratas") e colocá-los em sua arca do tesouro conhecido como o "Team do Tesouro".
A primeira temporada da série, seguido mais conflitos "brincalhão", como Jake e a tripulação começar seu basquete volta do Capitão Gancho, ou Jake e a tripulação a tomar de volta seu skate roubado. A segunda temporada deu uma escala maior para a aventura no show, agora com os personagens encontram uma cidade perdida de ouro, e uma pirâmide pirata antigo.
Quase todos os episódios contém dois segmentos animados de onze minutos, seguido de uma música live-action pela Terra do Nunca (Banda Pirata). Os personagens cantando "Barriga" e "Magrão" aparecem em ambas as formas de ação animados e ao vivo.[carece de fontes?]

## Episódios
| Temporada | Temporada | Episódios | Data original🇵🇹         | Data original🇵🇹       | Data Brasil        | Data Brasil             |
| Temporada | Temporada | Episódios | Estreia                 | Final                 | Estreia            | Final                   |
| --------- | --------- | --------- | ----------------------- | --------------------- | ------------------ | ----------------------- |
|           | 1         | 24        | 14 de fevereiro de 2011 | 2 de dezembro de 2011 | 1 de abril de 2011 | 13 de fevereiro de 2012 |
|           | 2         | 34        | 24 de fevereiro de 2012 | 7 de dezembro de 2013 | 7 de maio de 2012  | 31 de março de 2013     |
|           | 3         | 34        | 3 de janeiro de 2014    | 31 de julho de 2015   | 2014               | 2015                    |
|           | 4         | 19        | 19 de setembro de 2015  | 6 de novembro de 2016 | 2015               | 2016                    |